# Trio per pianoforte n.2 (Schubert)
Il Trio per pianoforte n. 2 in Mi bemolle maggiore per pianoforte, violino e violoncello, D. 929, fu una delle ultime composizioni completate da Franz Schubert, datata novembre 1827.

## Storia
Scritta nel 1827 contemporaneamente all'altro Trio in Si bemolle maggiore op. 99, l'opera fu pubblicata dall'editore Probst di Lipsia come Opus 100 all'inizio del mese di novembre del 1828, poco prima della morte del compositore; l'editore si era però preoccupato per la grande dimensione dell'opera, troppo ampia per un brano di musica da camera, convinse perciò Schubert ad accorciare l'ultimo movimento di 98 battute. Il musicista seguì le trattative e riuscì così a veder pubblicata la sua composizione, ricevendo le prime copie subito prima di morire. Il Trio fu suonato durante una festa privata nel gennaio 1828 per celebrare il fidanzamento dell'amico di scuola di Schubert, Josef von Spaun. Fu tra le poche ultime sue composizioni che Schubert riuscì ad ascoltare eseguite prima della morte. La prima esecuzione pubblica ebbe luogo il 26 marzo 1827 nel giorno dell'anniversario della morte di Beethoven per conto del Musikverein di Vienna e fu affidata a Carl Maria von Bocklet al pianoforte, Ignaz Schuppanzigh al violino e Josef Linke al violoncello. Il Trio venne riproposto il 26 marzo 1828, insieme a una serie di Lieder, in occasione di un concerto a pagamento organizzato dalla Società degli Amici della Musica di Vienna in cui il violinista J. M. Bohm sostituì Schuppanzigh; fu l'unico concerto interamente dedicato al compositore mentre era in vita.
L'autografo è conservato dal 1955 in una collezione privata in Svizzera.

## Struttura e analisi
Il Trio con pianoforte op. 100 è costituito da quattro movimenti:
1. Allegro (Mi bemolle maggiore)
2. Andante con moto (Do minore)
3. Scherzo. Allegro moderato (Mi bemolle maggiore). Trio (La bemolle maggiore)
4. Allegro moderato (Mi bemolle maggiore)

### I. Allegro
Il primo movimento è in forma sonata in 3/4; è aperto in maniera decisa dai tre strumenti insieme all'unisono con un tema vigoroso di stampo beethoveniano a cui si unisce quasi subito un secondo tema, più incerto e interiorizzato, che prende via via più energia. L'insolita tonalità di Si minore caratterizza il tema con un'atmosfera misteriosa; un terzo tema estremamente lirico, paragonato a momenti dell'Incompiuta, prevale quindi in tutta la sezione dello sviluppo che è caratterizzata da una continua modulazione in cui sono comprese fino a dodici tonalità diverse. Durante la ricapitolazione è presente, in una certa misura, materiale tematico extra. Almeno una delle unità tematiche si basa strettamente sul tema iniziale del terzo movimento della precedente Sonata per pianoforte in Sol maggiore, D 894.

### II. Andante con moto

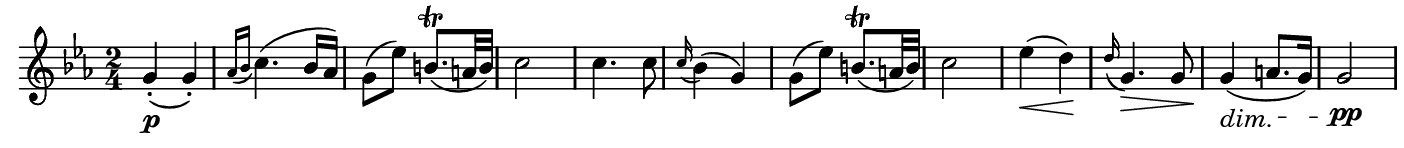
Tema principale nel secondo movimento

Il secondo movimento assume una forma ternaria doppia asimmetrica. Il tema principale è ispirato alla canzone popolare svedese Se solen sjunker (Vedi il sole declina), che il compositore aveva ascoltato nella casa delle sorelle Fröhlich, cantata dal tenore Isak Albert Berg. L'ispirazione, pur essendo popolare, assume una particolarità totalmente schubertiana con l'andamento di alternanza fra modo maggiore e minore; l'accompagnamento, in un ritmo di marcia quasi esitante, colora il brano di tinte molto malinconiche, quasi funeree accomunando il movimento all'atmosfera dolorosa e cupa del Winterreise, il ciclo di lieder composti nello stesso anno.

### III. Scherzo. Allegro moderato. Trio
Lo scherzo è un brano animato nella forma standard ternaria doppia; in Mi bemolle maggiore, è di 87 battute esattamente come il Trio seguente e si presenta come un brano più disteso e sereno. Gli strumenti stemperano l'atmosfera quasi "scherzando" tra di loro e ritrovano coesione in un brano di concisione esemplare prima di intraprendere un cammino più complesso e oscuro nell'ultimo movimento.

### IV. Allegro moderato
Il movimento finale Allegro moderato è il tempo più ampio dell'intero Trio; è «una delle più audaci cattedrali sonore che compositore abbia mai eretto con l'ausilio di tre soli strumenti». Il brano è in forma sonata-rondò ed è costruito su due temi principali; il primo in 6/8, nella tonalità d'impianto Mi bemolle maggiore, è espresso dal pianoforte solo, con toni inizialmente piacevoli; il secondo, in Do minore, è affidato al violino, poi a turno, al violoncello e quindi al pianoforte. Lo sviluppo abbandona la semplice allegria dell'esposizione e, con le tonalità minori più cupe di Re e di Si, espone una fase più drammatica della composizione. Dopo la breve ripresa del motivo principale si ripresenta il tema triste e drammatico dell'Andante in una versione leggermente variata, realizzando una delle pagine più intense e coinvolgenti della musica del compositore. Solo nelle ultime battute ritorna il modo maggiore riportando una luce più serena e distesa così come si era aperto il brano Per motivi di pubblicazione, Schubert apportò anche alcuni tagli a questo movimento, uno dei quali comprende il tema del secondo movimento combinato in modo contrappuntistico con altro materiale del finale.

## Altri utilizzi
Il tema principale del secondo movimento è stato utilizzato nella colonna sonora del film Barry Lyndon di Stanley Kubrick del 1975. Il Trio op. 100 è stato impiegato anche in altri film tra cui Miriam si sveglia a mezzanotte, Allarme rosso, La pianista, Recollections of the Yellow House, The Way He Looks, The Mechanic, Miss Julie, The Congress, la miniserie John Adams, nel documentario della ABC The Killing Season, nei documentari della BBC Auschwitz: The Nazis e 'The Final Solution' e nel film Dance First, sul drammaturgo Samuel Beckett.

## Discografia selettiva
- Rudolf Serkin, Adolf Busch e Hermann Busch, 1935.
- Leonard Rose, Isaac Stern e Eugene Istomin, 1969.
- George Janzer, Arthur Grumiaux ed Eva Czako.
- Maurice Gendron, Yehudi Menuhin e Hephzibah Menuhin.
- Trio Beaux Arts ( Menahem Pressler, Daniel Guilet e Bernard Greenhouse ), 1966.
- The Mozartean Players (Steven Lubin, Stanley Ritchie e Myron Lutzke), 1992 (suonati con strumenti d'epoca, entrambe le versioni dell'ultimo movimento).
- Anner Bylsma, Vera Beths e Jos van Immerseel, 1996 (suonati con strumenti d'epoca).
- Imogen Cooper, Raphael Oleg e Sonia Wieder-Atherton, 2002.
- Trio Wanderer (Vincent Coq, Jean-Marc Phillips-Varjabédian e Raphaël Pidoux).
- Trio Dalì ( Jack Liebeck, Christian-Pierre La Marca e Amandine Savary ), 2011.
- Viviana Sofronitsky, László Paulik, Sergei Istomin, 2011 (suonato su strumenti d'epoca).
- Trio Gaspard (Jonian Ilias Kadesha, Vashti Hunter, Nicholas Rimmer), Live in Berlin, 2018.
- Trio Marie Soldat (Cecilia Bernardini, Keiko Shichijo e Marcus van den Munckhof), 2019 (suonato su strumenti d'epoca).
- Erich Höbarth, Alexander Rudin, Aapo Häkkinen, 2019 (suonato su strumenti d'epoca).
- Busch Trio (Mathieu van Bellen, Ori Epstein e Omri Epstein), 2020.
- Noah Bendix-Balgley, Peter Wiley e Robert Levin (entrambe le versioni dell'ultimo movimento).